# ABS-CBN (rete televisiva)
ABS-CBN (acronimo di Alto Broadcasting System-Chronicle Broadcasting Network) è stata una rete televisiva filippina di proprietà della ABS-CBN Corporation. È stata lanciata il 23 ottobre 1953. La rete era nota come la prima rete televisiva commerciale in Asia. Aveva sede presso l'ABS-CBN Broadcasting Center a Quezon City. ABS-CBN era comunemente chiamata Kapamilya Network.
Il 5 maggio 2020, ABS-CBN, insieme ai suoi canali affiliati S+A, DZMM, MOR e tutte le sue stazioni radiofoniche e televisive nelle Filippine sono state chiuse, a seguito della scadenza della licenza di trasmissione. Dopo la chiusura, la precedente rete si è rinominata come società di contenuti di massa e ha prodotto programmi televisivi, film e altri contenuti di intrattenimento attraverso partnership con società di produzione ed emittenti indipendenti, tra cui le ex emittenti televisive rivali A2Z (di proprietà di Zoe Broadcasting Network), TV5 (di proprietà di TV5 Network Inc., una sussidiaria di MediaQuest Holdings), GMA Network (di proprietà di GMA Network Inc.), BEAM TV (di proprietà di Broadcasts Enterprises and Affiliated Media Inc.), e la startup All TV (di proprietà di Advanced Media Broadcasting System) che ha rilevato le sue frequenze precedentemente utilizzate e tutte le stazioni terrestri.

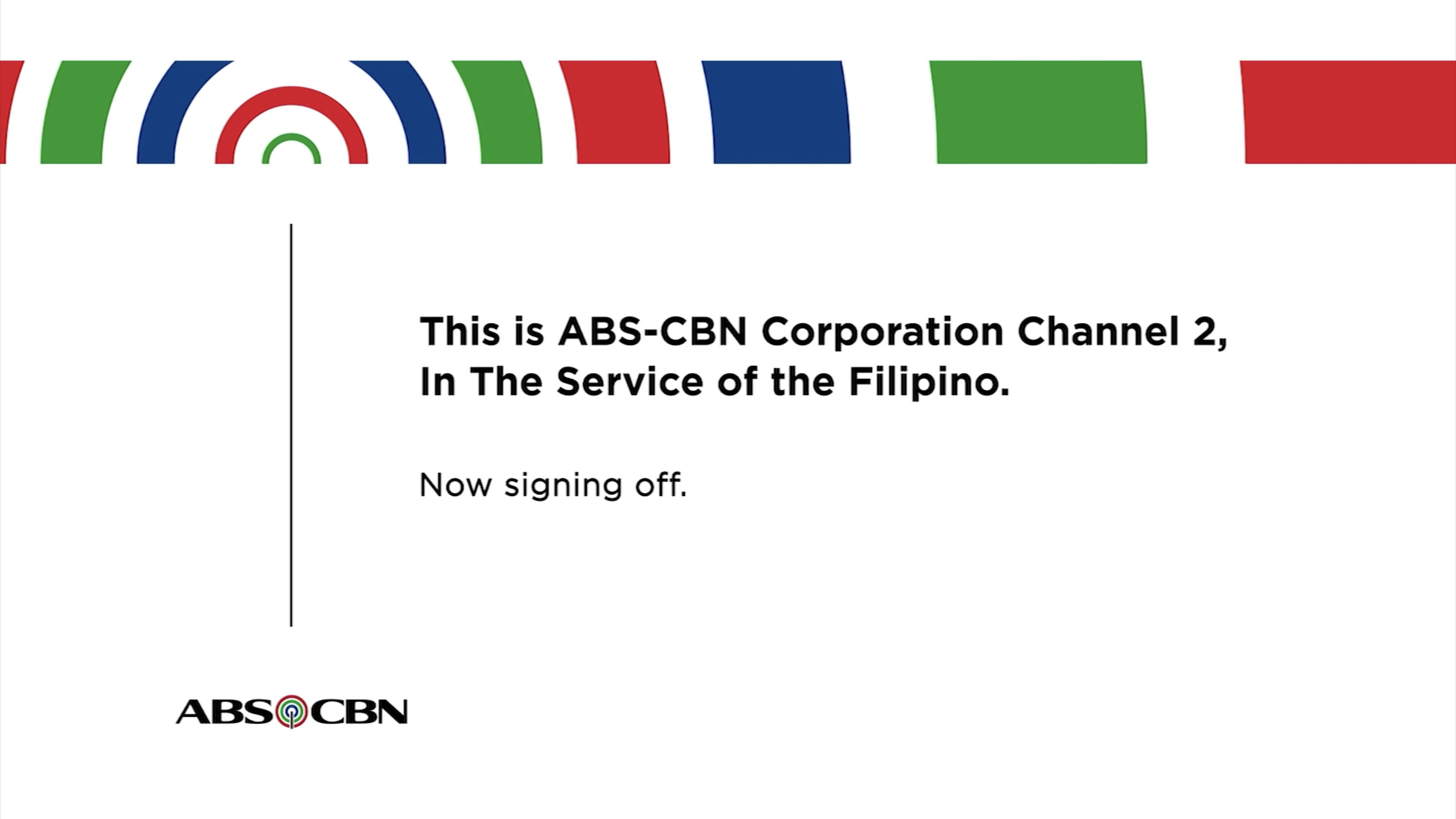
L'ultimo messaggio di ABS-CBN (rete televisiva) prima della cessazione delle trasmissioni, avvenuta il 5 maggio 2020.

## Programmi televisivi

### Notizie
- ABS-CBN Headlines (2000-2003)
- Bandila (2006-2020)
- Insider (2003-2006)
- Pulso: Aksyon Balita (1999-2000)
- TV Patrol (1987-2020; spostata su Kapamilya Channel)
- Umagang Kay Ganda (2007-2020)
- The World Tonight (1966-1972; 1986-1999; spostata su ABS-CBN News Channel)

### Varietà
- Eat Bulaga! (1989-1995; trasferita a GMA Network dal 1995 al 2024; ora trasferita a TV5 dal 2024)
- It's Showtime! (2009-2020; spostata su Kapamilya Channel)

### Reality show
- Pinoy Big Brother (2005-2020; spostata su Kapamilya Channel)
- The Voice of the Philippines (2013-2015)
- The Voice Kids (2014-2019; spostata su GMA Network)
- The Voice Teens (2017-2020)

### Talk show
- Aquino and Abunda Tonight (2014-2015)
- The Buzz (1999-2015)
- Tonight with Boy Abunda (2015-2020)

### Fiction televisive
- !Oka Tokat (1997-2002)
- A Love to Last (2017)
- Ang Probinsyano (2015-2020)
- Doble Kara (2015-2017)
- Dolce amore (2016)
- Kadenang Ginto (2018-2020)
- The Legal Wife (2014)
- Maalaala Mo Kaya (1991-2020)
- Pangako Sa 'Yo (2000-2002)
- Wansapanataym (1997-2005; 2010-2019)
- Wildflower (2017-2018)

## Loghi

### Era ABS

1953 - 1957
1957 - 1961

### Era CBN

1956 - 1961

### ABS-CBN (prima era)

1961 - 1962
1962 - 1963
1963 - 1967
1º febbraio 1967 - 1969
1969 - 21 settembre 1972

### ABS-CBN (seconda era)

14 settembre 1986 - 31 dicembre 1999
1º gennaio 2000 - 31 dicembre 2013
1º gennaio 2014 - 5 maggio 2020